# アジア大陸
アジア大陸（アジアたいりく）は、巨大な大陸であるユーラシア大陸の東側の大きな部分を占める亜大陸である。
西のヨーロッパ大陸とは、ウラル山脈を介して一体となっており、南のアフリカ大陸とはスエズ運河でつながっている。周囲は、太平洋・インド洋の大洋、北極海・ヨーロッパ地中海・黒海・紅海・ペルシア湾などの地中海、ベーリング海・オホーツク海・東シナ海・黄海・日本海・アラビア海・ベンガル湾などの縁海などに面している。
大陸・亜大陸の定義は任意であるため、アジアとヨーロッパの境界は非常に曖昧なものであるが、ダーダネルス海峡、マルマラ海、黒海、カフカース山脈、カスピ海、ウラル川、ウラル山脈、ノヴァヤゼムリャを結んだ線上にあるとされている。

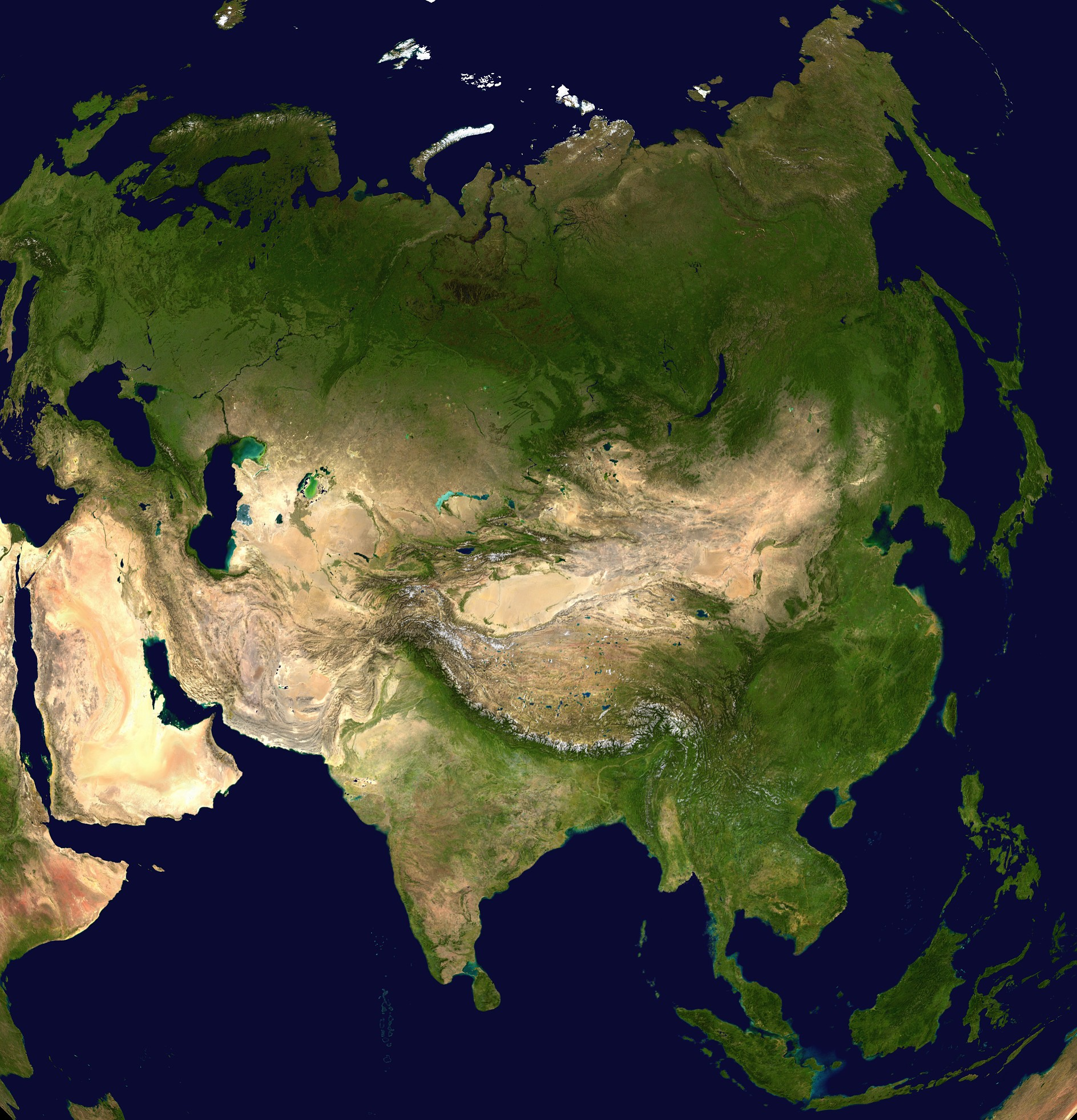
アジア大陸

## 大陸の構成
- シベリア（北アジア）
- 東アジア
- 東南アジア
- 南アジア
- 中央アジア
- 西アジア

## 主な半島
- アラビア半島
- インド半島（インド亜大陸）
- アナトリア半島
- カムチャツカ半島
- インドシナ半島
- マレー半島
- 朝鮮半島
- 遼東半島

## 主な山脈・高原・山
- ヒマラヤ山脈
  - エベレスト山
- カラコルム山脈
  - K2
- パミール高原
- チベット高原
- テンシャン山脈
- エルブールズ山脈
- カフカース山脈
- イラン高原
- ザグロス山脈
- ヒンドゥークシュ山脈

## 主な湖・内海
- カスピ海
- アラル海
- バイカル湖
- 死海

## 主な河川
- オビ川
- エニセイ川
- レナ川
- アムール川
- 長江
- ガンジス川
- ブラマプトラ川
- インダス川
- メコン川
- ユーフラテス川
- 黄河
- コリマ川
- シルダリア川
- アムダリア川
- セレンガ川
- イラワジ川
- 珠江
- サルウィン川
- オレニョーク川
- ウラル川
- 遼河
- イーリー川
- タリム川

## 主な砂漠
- ルブアルハリ砂漠
- ゴビ砂漠
- カラクム砂漠
- キジルクム砂漠
- タクラマカン砂漠
- カヴィール砂漠
- シリア砂漠
- タール砂漠
- ルート砂漠